# Vladimir Oravsky
Vladimir Oravsky, född 22 januari 1947 i Tjeckoslovakien, är en svensk författare och regissör. Han är sedan 1984 bosatt i Jönköping.

## Biografi
Vladimir Oravsky har publicerat barn- och ungdomsböcker och författat scenpjäser och filmmanus. I likhet med sin förebild George S. Kaufman skriver även Oravsky ofta tillsammans med medarbetare, däribland Kurt Peter Larsen, Daniel Malmén, Michael Segerström, Lars von Trier och Jakob Stegelmann(da). Hans böcker är utgivna på ett antal olika förlag, däribland Studentlitteratur, h:ström - Text & Kultur, Nya Doxa och Symposion.
Oravsky och Kurt Peter Larsen vann tillsammans en dramatävling utlyst 2006 av bland andra International Playwrights’ Forum med pjäsen ”AAAHR!!!”. Pjäsen Zlata Ibrahimovics dagbok, baserad på boken med samma namn, av Oravsky & Malmén, blev korad till en av vinnarna i en tävling, utlyst av Dramaten.
”Ninas flykt” skrivet av Vladimir Oravsky och Daniel Malmén vann 1:a pris i tävlingen utlyst av LL-förlaget som ger ut lättlästa böcker för vuxna och unga vuxna.
Åtminstone två av Oravskys boktitlar ändrade strukturen på de företag som han beskrev och ledde till att GD:n resp VD:n byttes ut. Det är böckerna Den lyckliga ockupationen : Vladimir Oravskys sensuella recept från naturens eget kök och en läsebok för alla åldrar och många smakriktningar om honom själv och om invandrade och inhemska människor och djur och Vad betyder Forex Bank och annat skämt.
Oravskys bok Harry - en bussig buss utgiven 1989 av Gökboet produktion tillsammans med Symposion bokförlag delades ut gratis av Jönköping länstrafik till alla grundskolebarn i länet, för att de skulle lära sig att åka kollektivt.
Oravsky har även regisserat och producerat cirka tio teaterpjäser och ett femtiotal utbildnings- och reklamfilmer, och musikvideosnuttar, samt har varit verksam i ett antal nationella och internationella juryer, däribland i Midems filmurvalsjury vid Filmfestivalen i Cannes 1993-1995. Han har även medverkat i drygt 60 skandinaviska tidningar och tidskrifter med något hundratal artiklar.
Innan Oravsky blev författare på heltid så livnärde han sig i Sverige, Danmark, Schweiz, Thailand, och USA som diversearbetare, bland annat inom kultursektorn.
Oravsky skriver och regisserar även under andra namn, som Vlado Oravsky, Vladimir Aurum Oravsky, Vladimir Aurum och Zlata Ibrahimovic. Zlata Ibrahimovic är Vladimir Oravskys heteronym.
Oravsky var valobservatör i Georgien år 2012. Sedan 2017 är han krönikör på JPS Media.
Vladimir Oravsky medverkar regelbundet i Sveriges Radios program Tankar för dagen.

## Utmärkelser
- 2020 – Pjäsen och boken Bicycle Driver valdes i juni 2020 in i den Brasilianska Teatro do Mundo – A Play from every Country in the World.[8]
- 2023 – Oravsky utnämndes den 2 februari 2023 till hedersmedborgare i sin födelsestad Rožňava.[9][10][11]

## Böcker i urval
- 1983 - Filmårbogen(da) 1983 (medförfattare J Stegelmann(da)), Danska
- 1984 - Filmårbogen(da) 1984 (medförfattare J Stegelmann(da)), Danska
- 1984 - I skuggornas hetta (medförfattare Olle Ekstrand, N Durovicova, K Sandström)
- 1985 - Ånden i biostaden (medförfattare Olle Ekstrand, N Durovicova, Sven-Erik Svensson)
- 1985 - Lykkens ost
- 1988 - Lad dem flyve! (medförfattare Stig W Jørgensen), Danska
- 1988 - Öya, en flicka liten som ett busfrö (medförfattare Elsa Thern)
- 1989 - Öya växer till sig (medförfattare Elsa Thern)
- 1988 - Hämnd och Försoning
- 1989 - Herman och Tusse (medförfattare K P Larsen)
- 1989 - Herman och stjärnorna (medförfattare K P Larsen)
- 1989 - Harry - en bussig buss (medförfattare K P Larsen)
- 1993 - Sneglefart - og andre, Danska
- 2000 - Den lyckliga ockupationen: Vladimir Oravskys sensuella recept från naturens eget kök och en läsebok för alla åldrar och många smakriktningar om honom själv och om invandrade och inhemska människor och djur
- 2002 - Lathund för ambitiösa katter Del 1: Metamorfoser enligt Ovidius, Kafka och Oravsky
- 2002 - Kulturen bakom kulturen
- 2002 - Lathund för ambitiösa katter Del 2: Rhapsody in blue and yellow för blågula och rödgröna katters ett till flera in- och utandningsorgan
- 2004 - Dumma byxa ut och gå när man nappar på en tå
- 2004 - Marie Antoinette: The Movie, 2004 (medförfattare K P Larsen)
- 2004 - Zlata Ibrahimovics dagbok (medförfattare Daniel Malmén)
- 2006 - Van Astrid tot Lindgren (medförfattare K P Larsen, m.fl.)
- 2006 - Flykten under jorden: jämte flera gruvsamma och nöjsamma tragedier och komedier (medförfattare K P Larsen och Daniel Malmén)
- 2006 - AAAHR!!! / ÄÄÄHR!!! (medförfattare K P Larsen) AAAHR!!! är översatt till engelska och danska
- 2007 - Det rena landet: en berättelse om våldtäkt (medförfattare Daniel Malmén)
- 2007 - På väg: Berättelser av Zlata Ibrahimovic.
- 2007 - Visit av Ole Schwander, förord
- 2007 - Zlata Ibrahimovics dagbog (medförfattare Daniel Malmén), Danska
- 2007 - Axel och Toine (medförfattare K P Larsen, m.fl.)
- 2007 - Från Astrid till Lindgren (medförfattare K P Larsen, anonym)
- 2008 - Friheten i kulturen: Reflexioner kring tystnad och repression inom kulturetablissemanget.
- 2008 - Rocky Horror Prostata Show (medförfattare K P Larsen, Ulf Diktonius)
- 2008 - Utbrytarkungens knep: eller Hur jag slutade ängslas och lärde mig älska Sverige, antologi (medförfattare Tomas Kramar m fl.)
- 2008 - Bergman och Jane: en nekrokomisk spöksonat (medförfattare K P Larsen)
- 2008 - Till dig jag vänder åter ...: en naken kostymroman (medförfattare Elena Dahl, K P Larsen)
- 2009 - Von Astrid zu Lindgren: ein biographischer Roman (medförfattare K P Larsen, anonym), Tyska
- 2009 - Zu Dir komme ich immer wieder : Ein Kostümroman ohne Kleider (medförfattare Elena Dahl, K P Larsen), Tyska
- 2016 - Vad betyder Forex Bank och annat skämt
- 2016 - Bicycle Driver (medförfattare K P Larsen)
- 2017 - Ninas flykt (medförfattare Daniel Malmén)

Ett antal av Oravskys böcker finns även utgivna som e-bok, ljudbok samt punktskrift.

## Antologier i urval
- 1981 - Fnitter: en rolig bok av kvinnor - på fullt allvar!
- 1986 - Magill's Survey of Cinema: Foreign Language Films
- 1995 - Önskenovellen: från radions P1
- 2000 - Den svenska högtidsboken
- 2006 - Blickpunkt barn och fritid - texter i svenska för barn- och fritidsprogrammet
- 2007 - Zoom: Svenska Övningsbok år 6

## Övriga verk i urval
- 1971 - Undersökning av ett samhälle höjt över alla misstankar (medförfattare Michael Segerström)
- 1972 - Vännerna (medförfattare Michael Segerström)
- 1976 - Dömda till gemenskap
- 1976 - Ulan (medförfattare Sven-Erik Svensson) Filmmanus. 1:a pris i en av Barnens Bio Kontrast utlyst tävling om bästa filmmanus för barn om vuxnas arbetsliv och även andra för barn okända världar
- 1978 - Lad dem flyve! (medförfattare K Sandström) Prisbelönat filmmanus
- 1980 - Solstik, manus och regi (regiassistent: Lars von Trier)
- 1981 - Bigger than Life
- 1981 - Psycho Drama, 1981. Bygger på en kompilation av Rupert Holmes. Med Lars von Trier i huvudrollen.
- 1982 - A Day in the Life
- 1983 - Elevator Boy, musikvideo med Laid Back. Regi: Vladimir Oravsky och Lars von Trier.
- 1984 - Cinderella shoe story, filmmanuskript. Belönat med Silverreel-plakett i tävlan om 1984 års bästa danska reklamfilm. Regi: Lars von Trier.
- 1985 - Vladimir og Rosa: en kærligheds historie, 1985. Manus och regi.
- 1985 - Den grimme ælling. Manus (medförfattare Morten Lorentzen(da)) och regi.
- 1986 - Moment by moment. Manus och regi.
- 1986 - Fioler, fikon och förebud / Blomkål og violinbuer (medförfattare K P Larsen) Pjäsen är översatt till danska.
- 1987 - Miniatyrer om livet och kärleken / Miniature z zycia o milosti. Pjäsen hade sin urpremiär i Polen och föreställningen gästade bl.a. Sverige, Tyskland, Israel och Spanien.
- 1989 - Har den äran! / Tillykke! (medförfattare K P Larsen). Pjäsen är översatt till danska.
- 1989 - Flykten under jorden
- 1990 - Return of the Same Procedure As Last Year. Del 1. Stefan Mayrs huvudvärk
- 1990 - Return of the Same Procedure As Last Year. Del 2. The Headache Day
- 1991 - Rikare skog i ord och ton, med Lasse Berghagen, Vikingarna, Annika Hagström, Jacob Dahlin, Sten & Stanley, Sven-Ingvars, Lotta & Anders Engbergs orkester och 18 orrtuppar på Jordbärsmuren i Gästrikland.
- 1992 - Säkrare i skogen i ord och ton, inläsning Bernt Lindquist.
- 1995 - Vladimirs kåserier, Radio Match 105,7 MH, Jönköping. Ett 50-tal radiokåserier.
- 1997 - Faust för tiden / Faust forever! (medförfattare K P Larsen). Pjäsen är översatt till danska.
- 2000 - Den lyckliga ockupationen : Vladimir Oravskys sensuella recept från naturens eget kök och en läsebok för alla åldrar och många smakriktningar om honom själv och om invandrade och inhemska människor och djur
- 2002 - Rhapsody in blue and yellow. CD. Musik: Anders Blomqvist.
- 2002 - Astri mi! The Musical (medförfattare K P Larsen)
- 2004 - Zlata Ibrahimovics dagbok (medförfattare Daniel Malmén)
- 2005 - Spartacus uppäten / Spartacus spist (medförfattare K P Larsen). Pjäsen är översatt till danska.
- 2005 - Njut!
- 2006 - SKUM
- 2006 - The New Beginning (medförfattare K P Larsen)
- 2006 - Antoinette / Marie Antoinette (medförfattare K P Larsen). Antoinette är översatt till danska, tjeckiska, polska och engelska.
- 2006 - ÄÄÄHR!!! (medförfattare K P Larsen). Pjäsen är översatt till danska, tjeckiska och engelska.
- 2007 - En svensk tiger, Tiger Woods! (medförfattare K P Larsen)
- 2007 - The Rocky Horror Prostata Show (medförfattare K P Larsen)
- 2007 - Astri mi! Pjäsen / My Astrid!: The Play. Pjäsen är översatt till danska och engelska.
- 2008 – Falling Down. Pjäsen är översatt till danska, tjeckiska och engelska.
- 2008 - Bergman och Jane / Bergman og Jane / Me Bergman – You Jane Pjäsen är översatt till danska, tjeckiska och engelska.
- 2014 -  NJUT! [Elektronisk resurs]. FramSteget Bokförlag. Libris 16477988. ISBN 9789186839772

## Vladimir Oravsky i populärkulturen i urval
- Karaktären Zelko spelad av David Dencik i Lars von Triers (manus) och Jacob Thuesens (regi) film "De unge år: Erik Nietzsche sagaen del 1 / Erik Nietzsche - De unga åren"
- I boken ”Teater-liv : utkast till en teaterkonst” intervjuar Ulf Peter Hallberg svenska och utländska dramatiker, regissörer, skådespelare och scenografer. Det är en bok om teater och identitet, livet som roll - och skådespelet som levnadsform. I 41 essäer tecknas en levande bild av det förflutnas och framtidens teater. Vladimir Oravsky finns med tillsammans med sin teaterpartner Michael Segerström, under namnet Vlado Oravsky
- Lászlo i ”Dumma byxa ut och gå när man nappar på en tå”
- Kattombudsmannen Katla He(b)be i romansviten ”Lathund för ambitiösa katter”
- I boken ”Kända västerbottnickar : verser om kända västerbottningar” av Lennart Forsberg förekommer Vladimir Oravsky under sitt eget namn
- I nyckelromanen ”Provinsen” om kulturlivet i Sverige av Lars Holger Holm, porträtteras författaren Vladimir Oravsky under namnet Janos Szekely. Namnet är välvalt, då János Székely var en ungersk författare och manusförfattare som flydde från Ungern. Han publicerade under olika namn, som exempelvis John Pen, Hans Székely och John S. Toldy. Under Mccarthyismen flydde Székely USA. För originalmanuset till filmen ”Arise, My Love” erhöll János Székely en Oscar tillsammans med sin medarbetare Benjamin Glazer
- I boken ”Tjugoen essäer” av Benny Holmberg är en hel essä ägnad åt Oravskys bok ”Friheten i kulturen : reflexioner kring tystnad och repression inom kulturetablissemanget” med anledning av tillblivelsen av boken Från Astrid till Lindgren
- I romanen Verden ifølge Mark av Katharina Oravsky Sandström, utgiven av det danska bokförlaget Forlaget Mellemgaard är Kimmo huvudkaraktären Marks far. Konstnären Kimmo är ett porträtt av Vladimir Oravsky och i romanen är han en flykting från Finland
- Författaren Vladimir Oravskys namn förekommer i flera korsord både i Slovakien och Ungern (Pöli Rejtvényfejtöj)